# Mouvement des démocrates
Ne doit pas être confondu avec Mouvement démocrate.
Pour les articles homonymes, voir MDD.
Le Mouvement des démocrates (MDD) est un parti politique français, d'inspiration gaulliste de gauche. Créé par Michel Jobert en 1975, il est actif jusque dans les années 1980.

## Histoire
Michel Jobert, qui a été collaborateur de Pierre Mendès France, était devenu directeur de cabinet de Georges Pompidou, alors Premier ministre puis secrétaire général de l'Élysée lorsque celui-ci devint président de la République avant de devenir ministre des Affaires étrangères. 
Opposé à Valéry Giscard d'Estaing, il crée le Mouvement des démocrates après que celui-ci soit élu président de la République en 1974. Le parti tient son premier congrès le 15 et 16 mars 1975. En 1977, il se rapproche du Parti socialiste (PS), envoyant des représentants au congrès de Nantes. Michel Jobert ne peut se présenter à l'élection présidentielle de 1981, n'ayant pas réuni les 500 signatures, il appelle alors à voter François Mitterrand dès le premier tour. Il sera ministre du Commerce extérieur (avec rang de ministre d'État) dans les gouvernements Mauroy.  
Le mouvement des démocrates éditait La Lettre des démocrates jusqu'en 1984.

## Personnalités
Parmi les membres du Mouvement des démocrates, on peut citer : René Galy-Dejean, Francis Gutmann ou Hervé Bolzé.  